# Список командующих союзными группами армий в ходе Второй мировой войны
В списке, в алфавитном порядке, представлены военачальники антигитлеровской коалиции, в годы Второй мировой войны командовавшие группами армий. В СССР и в России их принято именовать союзниками (союзные армии), во время Второй Мировой войны (начиная с 1942 года) широко использовался термин "армии Объединённых наций".
Часть союзных групп армий были однородные по своему национальному составу (1-3 французские группы армий в 1939—1940 гг., 11-я британская и 12-я американская группы армией). В то же время на завершающем этапе войны зачастую в одну группу объединялись армии нескольких держав (18 ГА — британские, американские и французские; 15 ГА — американские и британские; 21 ГА — британские, канадские и американские; 6 ГА - американские и французские).

## Командующие группами армий
| Принадлежность | Полное имя                                                                                      | Годы жизни | Звание и должность накануне войны                                                        | Группа армий и даты командования                                                    | Сражения и операции, проведённые в должности командующего                                                                                  | Звание и должность в конце войны                                                                                           | Пр.                                                        |
| -------------- | ----------------------------------------------------------------------------------------------- | ---------- | ---------------------------------------------------------------------------------------- | ----------------------------------------------------------------------------------- | --- | --- | ---------------------------------------------------------- |
| Великобритания | Харольд Александер (англ. Harold Rupert Leofric George Alexanderr, 1st Earl Alexander of Tunis) | 1891—1966  | генерал-майор, командир 1-й пехотной дивизии                                             | 18-я группа армий: 20.02.1943—14.05.1943; 15-я группа армий: 15.05.1943—ноябрь 1944 | Тунисская кампания Итальянская кампания | фельдмаршал, Верховный главнокомандующий союзными войсками на Средиземноморском ТВД                                        | Залесский К. А. Кто был кто в ВМВ. — М.: 2004. — С. 18—20. |
| Франция        | Антуан Бессон (фр. Antoine Marie Benoit Besson)                                                 | 1876—1969  | корпусный генерал, командующий 6-й французской армией                                    | 3-я группа армий (Франция): октябрь 1939 — июнь 1940                                | Странная война Французская кампания | корпусный генерал, в резерве                                                                                               | Залесский К. А. Указ. соч. — С. 66.                        |
| Франция        | Гастон Бийот (фр. Gaston Henri Gustave Billotte)                                                | 1875—1940  | армейский генерал, военный губернатор Парижа                                             | 1-я группа армий (Франция): сентябрь 1939 — май 1940                                | Странная война Французская кампания | армейский генерал, командующий 1-й группой армий, 21 мая 1940 года попал в автомобильную катастрофу и 23 мая умер от травм | Залесский К. А. Указ. соч. — С. 71.                        |
| Франция        | Жорж Бланшар (фр. Georges Maurice Jean Blanchard)                                               | 1877—1954  | дивизионный генерал, командующий 1-й французской армией                                  | 1-я группа армий (Франция): май — июнь 1940                                         | Французская кампания | дивизионный генерал, в резерве                                                                                             | Залесский К. А. Указ. соч. — С. 66.                        |
| США            | Омар Брэдли (англ. Omar Nelson Bradley)                                                         | 1893—1981  | бригадный генерал (временное звание), начальник пехотной школы в Форт-Беннинге           | 12-я группа армий: 14.06.1944 — июнь 1945                                           | Фалезская операция Прорыв линии Зигфрида Маас-Рейнская операция Центрально-Европейская операция                                            | генерал, командующий 12-й группой армий                                                                                    | Залесский К. А. Указ. соч. — С. 99—101.                    |
| США            | Джейкоб Диверс (англ. Jacob Loucks Devers)                                                      | 1887—1979  | бригадный генерал, командующий бронетанковыми войсками США                               | 6-я группа армий: 1.08.1944 — июнь 1945                                             | Южно-Французская операция Эльзасско-Лотарингская операция Центрально-Европейская операция                                                  | генерал, командующий 6-й группой армий                                                                                     | Залесский К. А. Указ. соч. — С. 188—189.                   |
| Великобритания | Джордж Джиффард (англ. George Giffard)                                                          | 1886—1964  | генерал-лейтенант, военный секретарь Министерства обороны Великобритании                 | 11-я группа армий: 1.10.1943—12.11.1944                                             | Бирманская кампания | генерал, полковник Британского Королевского полка (Queen’s Royal Regiment)                                                 |                                                            |
| США            | Марк Кларк (англ. Mark Wayne Clark)                                                             | 1896—1984  | бригадный генерал, помощник начальника Генерального штаба армии США по оперативной части | 15-я группа армий: ноябрь 1944 — июль 1945                                          | Итальянская кампания | генерал, командующий 15-й группой армий                                                                                    | Залесский К. А. Указ. соч. — С. 255—256.                   |
| Великобритания | Бернард Монтгомери (англ. Bernard Law Montgomery, 1st Viscount Montgomery of Alamein)           | 1887—1976  | генерал-майор, командир 3-й пехотной дивизии                                             | 21-я группа армий: 1.01.1944 — май 1945                                             | Нормандская операция Голландская операция Арденнская операция Прорыв линии Зигфрида Маас-Рейнская операция Центрально-Европейская операция | фельдмаршал, командующий 21-й группой армий                                                                                | Залесский К. А. Указ. соч. — С. 358—360.                   |
| Франция        | Андре Гастон Претела (фр. André-Gaston Prételat)                                                | 1874—1969  | армейский генерал, член Высшего военного совета                                          | 2-я группа армий (Франция): октябрь 1939 — июнь 1940                                | Странная война Французская кампания | армейский генерал, в резерве                                                                                               | Залесский К. А. Указ. соч. — С. 424.                       |